# Ski Slope
Ski Slope (englisch für Skihang) ist ein Eishang auf der Hut-Point-Halbinsel der antarktischen Ross-Insel. Er liegt zwischen den Arrival Heights und dem Hut Point.
Namensgebend für den Hang ist der Umstand, dass Teilnehmer der britischen Discovery-Expedition (1901–1904) hier ihre Fertigkeiten im Skifahren erprobten.